# Sobór św. Serafina z Sarowa w Dallas
Sobór św. Serafina z Sarowa – prawosławny sobór w Dallas. Pełni funkcje katedry diecezji Południa Kościoła Prawosławnego w Ameryce.
Sobór jest czwartą świątynią istniejącej od 1954 parafii św. Serafina z Sarowa i pierwszą wolno stojącą cerkwią, jaka do niej należy. Przed jego wzniesieniem parafianie korzystali z wynajmowanych pomieszczeń lub adaptowali na kaplice części wykupionych budynków mieszkalnych.
Projekt wzniesienia znacznie większej świątyni pojawił się w 1996, natomiast prace budowlane zostały zrealizowane w latach 1998–2000. 15 i 16 lipca tego roku po raz pierwszy odprawione zostało nabożeństwo w gotowej katedrze, rozpoczęto również prace nad dekoracją jej wnętrza.